# Hydroterapi
Uppslagsordet "Vattenkur" leder hit. Se även Vattenkur (psykiatri).
Hydroterapi är ett metodiskt bruk av kallt vatten till sjukdomars behandlande, något som var mycket utbrett under 1800-talet. 
Även liknande behandlingar förekommit långt tidigare, härstammade den sentida vattenbehandlingen från lantmannen Vincenz Priessnitz (1799-1851) i Bad Gräfenberg, österrikiska Schlesien. Han hade själv råkat ut för revbensbrott och började behandla sig själv genom att stämma sin bröstkorg hårt emot en stolsrygg och därigenom föra de brutna revbenen i deras naturliga läge, varefter han behandlade sig med kompresser med kallt vatten och därigenom tillfrisknade fullständigt. Hans förtroende till vattenbehandlingen växte, och han började med stor framgång behandla människor härmed. Likaledes lärde honom tillfälligheten att inse nyttan att efter svettningar behandla sig med kyligt vatten och att uppfinna såväl sittbad som sköljningsduscher o.s.v. Han blev för kvacksalveri åtalad av domstolarna 1829 och 1830, och först 1831 erhöll han rättighet att behandla sjuka vid Gräfenberg.
Hans metod bestod i användandet av kallt vatten som dryck i ganska avsevärda kvantiteter, bad, diet och kroppsrörelser. Han uppställde för sig en teori lika enkel och lättfattlig, som hans behandlingssätt var energiskt och konsekvent. Kroppen måste rensas från främmande sjukdomsämnen genom grundlig utsvettning. Doktor Lagberg, en av Priessnitz efterföljare, skildrar som ett exempel på badbehandlingen vid Gräfenberg denna på följande sätt: Först ett lavemang av kallt vatten, kl. 6 å 7 på morgonen ett "fullbad", efter 2-3 timmars förutgående inpackning; kl. 11 ett 15-20 minuters sittbad eller 5-8 minuters strömbad, som förnyas på aftonen; kl. 5 några minuter under en dusch samt behandling med s.k. neptunigördel, två eller tre gånger om dagen omlagda. Utom dessa badformer begagnades avrivningar, halvbad, duschar i strål- eller regnform, allt med förutgående uppvärmning genom kraftig promenad eller kroppsarbete, genom svettning i torra eller fuktiga inpackningar. Priessnitz fick många efterföljare, men själva kallvattenkuren undergick under tidens lopp många modifikationer.
Kallvattenkuranstalter har funnits i många länder. Mest känd är Sebastian Kneipp som under 1800-talets senare del bedrev omfattande vattenterapi i Bad Wörishofen i Bayern. I Sverige var det doktor Johan Olof Lagberg, "den svenska vattenterapins fader", som först, i Söderköping, införde denna kurmetod, 1842; sedermera följde år 1843 Augustenbad vid Bie, 1849 Södertälje, 1852 Sundsvall, 1859 Uppsala, 1865 Mösseberg, 1870 Skövde och 1878 Hjo. Vid badorten Särö uppfördes en Gräfenberg-dusch 1840, med en fallhöjd på 22 fot.